# Anatomie patologică

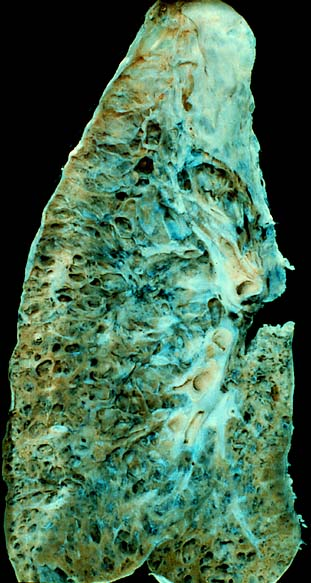
Imaginea unei fibroze pulmonare, în ultima fază de boală.

Anatomia patologică este o ramură a patologiei care se ocupă cu diagnosticul bolilor pe baza studierii schimbărilor macroscopice si microscopice a celulelor și a țesuturilor, suferite de pe urma unei stări patologice.
Părintele fondator al anatomiei patologice moderne este italianul Giovanni Battista Morgagni. O ramură care se ocupă la un nivel sub microscopic și care întregește datele obținute prin metodele anatomiei patologice este biologia moleculară.

## Procedee de examinare
- Examenul macroscopic este examenul făcut cu ochiul liber.

În cursul lui se apreciază dimensiunile organului/leziunii, modificările de formă, culoare, volum, greutate, consistență ale organului, precum și gradului și întinderea modificărilor suferite de țesuturile bolnave în comparație cu țesuturile sănătoase. Recoltarea de probe pentru examinare microscopică se face atât din regiunile afectate cât și din regiunile aparent normale.
- Examenul microscopic se face prin examinare la microscop a fragmentelor recoltate examinate ca atare sau folosind diferite metode de prelucrare și colorare histopatologică.

- Alte metode utilizate sunt:

1. metoda imunopatologică prin determinarea prezența unor anticorpi în țesutul examinat
2. metoda moleculară metodă specifică care stabilește starea, componența moleculară a acizilor nucleici.
3. metoda citopatologică, care constă în examinarea și stabilirea modificărilor la nivel celular
4. metoda electrono-microscopică, examinarea la un microscop electronic cu o putere de mărire de câteva sute de mii de ori, este o metodă de completare a metodei citogenetice.
5. metoda cito-genetică, unde se studiază starea cromozomilor și detectarea defectelor genetice
6. metoda cito-metrică, care prin numărarea de exemplu a elementelor figurate sanguine oferă indicii importante în diagnoza bolilor tumorale, ca de exemplu leucemia.